# Saniba
Saniba là một chi bướm ngày thuộc họ Bướm nâu.